# Stéphane Diagana
Stéphane Diagana, född 23 juli 1969, är en fransk före detta friidrottare som tävlade i häcklöpning.  
Diagana tillhörde världseliten på 400 meter häck under 1990-talet och hans första större mästerskap var Olympiska sommarspelen 1992 där han slutade fyra. Samma placering noterade han vid VM i Stuttgart 1993 innan han blev bronsmedaljör 1995 i Göteborg. Två år senare vann Diagana VM i Athen 1997. Emellertid klarade han inte att försvara världsmästaretiteln utan vid VM 1999 blev han tvåa efter italieneren Fabrizio Mori. 
Diagana blev även europamästare 2002 och hans personliga rekord från 1995 på 47,37 var europarekord.

## Utmärkelser
- Riddare av Nationalförtjänstorden,  10 november 1997[1]
- Riddare av Hederslegionen,  29 december 2022[2]

[Redigera Wikidata]